# Benvenuto
Benvenuto ist ein männlicher Vorname, der auch als Familienname vorkommt. Der Name ist italienischen Ursprungs und bedeutet so viel wie Willkommen.

## Namenstag
- 22. März: San Benvenuto (1188–1282), Bischof von Osimo

## Varianten
- Die selten vorkommende weibliche Form des Namens ist Benvenuta.
- spanisch: Bienvenido (weiblich Bienvenida)
- polnisch: Benwenut

## Namensträger
Vorname
- Benvenuto Cellini (1500–1571), italienischer Goldschmied und Bildhauer
- Benvenuto di Giovanni (1436–1518), italienischer Maler
- Benvenuto Italo Castellani (* 1943), italienischer Geistlicher, Erzbischof von Lucca
- Benvenuto Terracini (1886–1968), italienischer Linguist und Romanist
- Benvenuto Terzi (1892–1980), italienischer Komponist und Konzertgitarrist
- Benvenuto Tisi Garofalo (1481–1559), italienischer Maler
- Benvenuto-Paul Friese (* 1928), deutscher Politiker (DVU, DLVH)

Familienname
- Antonio Benvenuto (* 1978), italienischer Poolbillardspieler
- Christine Benvenuto, US-amerikanische Journalistin, Schriftstellerin und Therapeutin
- Edoardo Benvenuto (1940–1998), italienischer Bauingenieur und Technikhistoriker
- Girolamo di Benvenuto (um 1470–um 1524), italienischer Maler
- Macarena Benvenuto (* 1988), chilenische Skirennläuferin
- Sergio Benvenuto (* 1948), italienischer Schriftsteller, Philosoph und Psychoanalytiker